# Konyaaltı
Konyaaltı é uma cidade e distrito costeiro do sul da Turquia, pertencente à província e área metropolitana de Antália. O nome significa "abaixo de Cónia", e tem origem no facto de que Antália fazia parte da província ou estado de Cónia durante o Império Otomano e a praia de Konyaaltı é onde o local onde as escarpas da cidade acabam.
A sede do distrito,um subúrbio de Antália, situa-se abaixo da cidade velha, estendendo-se por vários quilómetros para oeste, ao longo de várias praias, algumas de areia e outras de seixos. Diz-se que a água do mar é ligeiramente mais fria que noutros locais da província devido a um regato subterrâneo que desagua na zona. Algumas das infraestruturas urbanas modernas são subterrâneas por razões estéticas. A generalidade do distrito é bem servida de transportes, nomeadamente autocarros.